# Championnat d'Italie de rugby à XV de 2e division 2011-2012
Navigation
Série A 2010-2011 Série A 2012-2013
Le Championnat d'Italie de rugby à XV de 2e division 2011-2012 voit s'affronter 24 équipes en 2 groupes parmi lesquelles une sera promue en Eccellenza et deux seront reléguées en Série B.

## Saison régulière

### Série A1
| San Donà di Piave Rome Florence Plaisance Udine Brescia Recco Modène Tirrenia Vérone Milan Livourne |

| Équipe                  | Stade                          | Capacité | Ville             |
| ----------------------- | ------------------------------ | -------- | ----------------- |
| M-Three Am. R. San Donà | Stadio Mario e Romolo Pacifici |          | San Donà di Piave |
| Fiamme Oro Roma         | Caserna S. Gelsomini           |          | Rome              |
| Firenze Rugby 1931      | Impianto polivalente Padovani  |          | Florence          |
| ASD Rugby Lyons         | Campo Walter Beltrametti       |          | Plaisance         |
| Udine Rugby F.C.        | Rugby Stadium O. Gerli         |          | Udine             |
| R. Banco di Brescia     | Campo Aldo Invernici           |          | Brescia           |
| Pro Recco Rugby         | Campo Carlo Androne            |          | Recco             |
| Donelli Modena Rugby    | Stadio Comunale Collegarola    |          | Modène            |
| A. Nazionale Tirrenia   | Stadio Carlo Montano           |          | Tirrenia          |
| F. & M. CUS Verona      | Campo Gavagnin - Nocini        |          | Vérone            |
| Rugby Grande Milano     | Stadio Giuriati                |          | Milan             |
| Livorno Rugby SSD       | Campo G. Maneo                 |          | Livourne          |

| Rang | Club                    | J  | V  | N | D  | Bo | Bd | Pm  | Pe   | Diff | Pts |
| ---- | ----------------------- | -- | -- | - | -- | -- | -- | --- | ---- | ---- | --- |
| 1    | Fiamme Oro Roma         | 22 | 20 | 0 | 2  | 13 | 0  | 769 | 286  | +483 | 93  |
| 2    | M-Three Am. R. San Donà | 22 | 19 | 0 | 3  | 16 | 0  | 754 | 408  | +346 | 92  |
| 3    | ASD Rugby Lyons         | 22 | 13 | 1 | 8  | 14 | 0  | 598 | 425  | +173 | 68  |
| 4    | Firenze Rugby 1931      | 22 | 14 | 0 | 8  | 11 | 0  | 526 | 405  | +121 | 67  |
| 5    | Udine Rugby F.C.        | 22 | 13 | 0 | 9  | 9  | 0  | 502 | 417  | +85  | 61  |
| 6    | Pro Recco Rugby         | 22 | 12 | 0 | 10 | 11 | 0  | 521 | 489  | +32  | 59  |
| 7    | R. Banco di Brescia     | 22 | 11 | 0 | 11 | 13 | 0  | 302 | 577  | -275 | 57  |
| 8    | Donelli Modena Rugby    | 22 | 10 | 1 | 11 | 9  | 0  | 504 | 465  | +39  | 51  |
| 9    | A. Nazionale Tirrenia   | 22 | 9  | 0 | 13 | 13 | 0  | 516 | 511  | +5   | 49  |
| 10   | F. & M. CUS Verona      | 22 | 7  | 0 | 15 | 8  | 0  | 548 | 549  | -1   | 36  |
| 11   | Rugby Grande Milano     | 22 | 2  | 0 | 20 | 6  | 0  | 355 | 780  | -425 | 14  |
| 12   | Livorno Rugby SSD       | 22 | 1  | 0 | 21 | 1  | 0  | 222 | 1105 | -883 | 5   |

|  | Qualifiés pour les demi-finales (no 1, no 2, no 3). |
|  | Play-off relégation (no 11, no 12).                 |
|  | P : promu 2011 • R : relégué 2011                   |

### Série A2
| Rubano Rome Ravenne Capoterra Badia Polesine Alghero Catane San Pietro Avezzano Paese Milan Bénévent |

| Équipe                     | Stade                       | Capacité | Ville                 |
| -------------------------- | --------------------------- | -------- | --------------------- |
| Rubano Rugby               | Impianto sportivo           |          | Rubano                |
| Unione R. Capitolina       | Campo dell'Unione           |          | Rome                  |
| Romagna RFC                | Campo via Montefiore        |          | Ravenne               |
| Amatori R. Capoterra       | Campo Comunale              |          | Capoterra             |
| Zhermack Badia             | Impianti sportivi comunali  |          | Badia Polesine        |
| Novaco Alghero             | Campo Maria Pia             |          | Alghero               |
| Amatori Catania            | Stadio Santa Maria Goretti  |          | Catane                |
| S. Margherita Valpolicella | Campo Comunale              |          | San Pietro in Cariano |
| A. Avezzano Rugby          | Campo via Gladioli          |          | Avezzano              |
| Gruppo Padana Paese        | Stadio Gianni Visentin      |          | Paese                 |
| ASD Rugby Milano           | Campo sportivo Giuriati     |          | Milan                 |
| Gladiatori Sanniti         | Stadio comunale Pacevecchia |          | Bénévent              |

| Rang | Club                       | J  | V  | N | D  | Bo | Bd | Pm  | Pe  | Diff | Pts |
| ---- | -------------------------- | -- | -- | - | -- | -- | -- | --- | --- | ---- | --- |
| 1    | Unione R. Capitolina       | 22 | 13 | 6 | 3  | 7  | 0  | 501 | 271 | +230 | 71  |
| 2    | Romagna RFC                | 22 | 13 | 2 | 7  | 11 | 0  | 530 | 354 | +176 | 67  |
| 3    | Rubano Rugby               | 22 | 13 | 3 | 6  | 7  | 0  | 474 | 323 | +151 | 65  |
| 4    | Amatori R. Capoterra       | 22 | 11 | 2 | 9  | 13 | 0  | 455 | 397 | +58  | 61  |
| 5    | Zhermack Badia             | 22 | 12 | 1 | 9  | 11 | 0  | 423 | 404 | +19  | 61  |
| 6    | Amatori Catania            | 22 | 12 | 2 | 8  | 7  | 0  | 386 | 334 | +52  | 59  |
| 7    | S. Margherita Valpolicella | 22 | 10 | 4 | 8  | 10 | 0  | 428 | 376 | +52  | 58  |
| 8    | Novaco Alghero             | 22 | 13 | 1 | 8  | 1  | 0  | 477 | 422 | +55  | 55  |
| 9    | A. Avezzano Rugby          | 22 | 9  | 2 | 11 | 9  | 0  | 398 | 467 | -69  | 49  |
| 10   | Gruppo Padana Paese        | 22 | 9  | 0 | 13 | 8  | 0  | 475 | 520 | -45  | 44  |
| 11   | ASD Rugby Milano           | 22 | 2  | 1 | 19 | 10 | 0  | 299 | 574 | -275 | 20  |
| 12   | Gladiatori Sanniti         | 22 | 3  | 0 | 19 | 1  | 0  | 302 | 696 | -394 | 13  |

|  | Qualifiés pour les demi-finales (no 1). |
|  | Play-off relégation (no 9, no 10).      |
|  | Relégués en Série B (no 11, no 12).     |
|  | P : promu 2011 • R : relégué 2011       |

## Play-off promotion

### Demi-finales
| 20 mai 2012 | Unione R. Capitolina (1e Série A2) | 21 - 15 (11 - 5) | Fiamme Oro Roma (1e Série A1) | Arbitre : Vivarini |
| 20 mai 2012 |                                    |                  |                               | Arbitre : Vivarini |
| 20 mai 2012 |                                    |                  |                               | Arbitre : Vivarini |

| 27 mai 2012 | Fiamme Oro Roma (1e Série A1) | 31 - 18 (16 - 10) | Unione R. Capitolina (1e Série A2) | Arbitre : Blessano |
| 27 mai 2012 |                               |                   |                                    | Arbitre : Blessano |
| 27 mai 2012 |                               |                   |                                    | Arbitre : Blessano |

| 20 mai 2012 | ASD Rugby Lyons (3e Série A1) | 12 - 9 (3 - 9) | M-Three Am. R. San Donà (2e Série A1) | Arbitre : Liparini |
| 20 mai 2012 |                               |                |                                       | Arbitre : Liparini |
| 20 mai 2012 |                               |                |                                       | Arbitre : Liparini |

| 27 mai 2012 | M-Three Am. R. San Donà (2e Série A1) | 33 - 8 (19 - 3) | ASD Rugby Lyons (3e Série A1) | Arbitre : Bertelli |
| 27 mai 2012 |                                       |                 |                               | Arbitre : Bertelli |
| 27 mai 2012 |                                       |                 |                               | Arbitre : Bertelli |

### Finale
| 3 juin 2012 | Fiamme Oro Roma | 9 - 13 | M-Three Am. R. San Donà | Stade Enrico-Chersoni, Prato 1 500 spectateurs Arbitre : Liperini |
| 3 juin 2012 |                 |        |                         | Stade Enrico-Chersoni, Prato 1 500 spectateurs Arbitre : Liperini |
| 3 juin 2012 |                 |        |                         | Stade Enrico-Chersoni, Prato 1 500 spectateurs Arbitre : Liperini |

## Play-off relégation
| 20 mai 2012 | A. Avezzano Rugby (9e Série A2) | 36 - 28 (9 - 15) | Livorno Rugby SSD (12e Série A1) | Arbitre : Roscini |
| 20 mai 2012 |                                 |                  |                                  | Arbitre : Roscini |
| 20 mai 2012 |                                 |                  |                                  | Arbitre : Roscini |

| 27 mai 2012 | Livorno Rugby SSD (12e Série A1) | 7 - 24 (7 - 12) | A. Avezzano Rugby (9e Série A2) | Arbitre : Pennè |
| 27 mai 2012 |                                  |                 |                                 | Arbitre : Pennè |
| 27 mai 2012 |                                  |                 |                                 | Arbitre : Pennè |

| 20 mai 2012 | Gruppo Padana Paese (10e Série A2) | 22 - 20 (13 - 17) | Rugby Grande Milano (11e Série A1) | Arbitre : Traversi |
| 20 mai 2012 |                                    |                   |                                    | Arbitre : Traversi |
| 20 mai 2012 |                                    |                   |                                    | Arbitre : Traversi |

| 27 mai 2012 | Rugby Grande Milano (11e Série A1) | 18 - 18 (15 - 0) | Gruppo Padana Paese (10e Série A2) | Arbitre : Marrama |
| 27 mai 2012 |                                    |                  |                                    | Arbitre : Marrama |
| 27 mai 2012 |                                    |                  |                                    | Arbitre : Marrama |

Livorno Rugby SSD et Rugby Grande Milano sont relégués en Série B.